# Mesonemurus steineri
Mesonemurus steineri är en insektsart som beskrevs av Hölzel 1972. Mesonemurus steineri ingår i släktet Mesonemurus och familjen myrlejonsländor. Inga underarter finns listade i Catalogue of Life.